# ترسور کانگامبو
ترسور کانگامبو (انگلیسی: Tresor Kangambu؛ زادهٔ ۸ آوریل ۱۹۸۷) یک بازیکن فوتبال اهل قطر است. وی اصلیتی کنگویی دارد

## باشگاهی
از باشگاه‌هایی که در آن بازی کرده‌است می‌توان به الوکره و لخویا اشاره کرد.

## تیم ملی
وی همچنین در تیم ملی فوتبال قطر بازی کرده‌است.